# Christian Dotremont
Christian Dotremont (12 de dezembro de 1922, Tervuren, Bélgica - 20 de agosto de 1979, Buizingen), foi um poeta e pintor belga, conhecido como um dos fundadores do grupo de arte experimental COBRA, criado em Paris, em 1948.
Anteriormente, esteve relacionado aos surrealistas belgas, participando e sendo um dos fundadores do chamado "Grupo Revolucionário Surrealista", em 1946.
Tornando-se o teórico e mecenas do grupo foi também o criador do nome do mesmo, que resulta a agregação das letras iniciais das cidades que constituíram os núcleos de formação do movimento: Asger Jorn de Copenhague (Co), Cornelis Van Beverloo de Bruxelas (Br), Jan Nieuwenhuys e Karel Appel de Amsterdam (A). 
Com o estabelecimento da COBRA, que é conhecido principalmente como um fenômeno das artes visuais, Dotremont começou uma busca particular para uma poesia pura e transcendente. 
Ele mais tarde se tornou conhecido por seus poemas pintados (em francês: Peinture mots), nos quais buscava uma "gramática visual", que denominou de "logogramas", um conjunto de "pinturas-palavras" de carácter caligráfico.